# Setge de Louisbourg
La presa de Louisbourg va ser una important batalla (1758) de la Guerra Franco-Índia (que es va conèixer com la Guerra dels Set Anys a l'Amèrica del Nord). La victòria britànica a Louisbourg va desencadenar el final del domini francès a Amèrica del Nord, el qual va acabar amb la caiguda de Quebec un any després. Els anglesos s'havien adonat que si els francesos mantenien el control sobre Louisbourg, els vaixells francesos no podrien navegar el Riu Sant Llorenç i, atacar, així el Quebec. Ja hi havia hagut un atac el 1757 dirigit per Lord Loudon, que va fallar a causa d'un gran desplegament naval francès. Tanmateix, el Primer Ministre William Pitt va decidir un nou intent amb nous comandants.
La missió li va ser assignada al general Jeffrey Amherst. Acompanyant a Amherst van anar Charles Lawrence, James Wolfe i Edward Whitmore. El comandament naval se li va concedir a Edward Boscawen. L'enginyer en cap va ser John Henry Bastide, que ja havia participat en el primer setge de Louisburg el 1745, i en altres setges que havien acabat en èxit britànic.

## Antecedents
A Amèrica del Nord el primer atac britànic es va produir el maig de 1754. Però el primer enfrontament que va anar més enllà d'una petita escaramussa es va produir dos mesos després, al juliol, a Fort Necessity. El 1756 els francesos van capturar Fort Oswego i l'any següent Fort William Henry als britànics. Aquesta darrera victòria es va embrutar quan els aliats nadius de França van trencar els termes de la capitulació i van atacar la columna britànica en retirada, que estava sota la guàrdia francesa, matant soldats i fent captius molts homes, dones i nens mentre els francesos es negaren a protegir els seus captius. Els desplegaments navals francesos el 1757 també van defensar amb èxit la fortalesa clau de Louisbourg a l'Illa del Cap Bretó assegurant les aproximacions al Quebec cap al mar.

## Preparatius de la batalla
Les forces britàniques es van reunir a Halifax, Nova Escòcia, on tant les tropes de terra com les navals van passar tot el mes de maig entrenant-s'hi junts per preparar una gran invasió naval. El 29 de maig de 1758 una flota de 150 vaixells de transport i 40 vaixells de guerra britànics van partir del port de Halifax amb destinació a Louisbourg. Els vaixells transportaven a gairebé 14.000 soldats dividits en tres grups comandats per Wolfe, Lawrence i Whitmore. El 2 de juny els britànics van llençar l'àncora en Gabarus Bay, a cinc quilòmetres de Louisbourg.
El comandant francès era al comandament de Louisbourg i governador a Isle Royale, el Cavaller de Drucour només comptava, en aquell moment, amb 3.500 militars i mariners dels vaixells de guerra que es trobaven al port (Entreprenant, Prudent, Bienfaisant, Capricieux i Célèbre). A diferència del que havia succeït l'any anterior, la flota francesa no tenia la possibilitat de reunir un grup de vaixells prou nombrós com per vèncer els britànics. La relació era, per tant, de gran desavantatge per a la flota francesa (els anglesos els superaven en una proporció de cinc a un). Drucour va ordenar la construcció de defenses i la formació de bateries d'artilleria a Kenington Cove. 2.000 soldats francesos van ser destinats a defensar la Cova.

## El setge
Durant la primera setmana de juny, el temps va fer impossible un desembarcament i els anglesos es van haver de limitar a bombardejar les improvisades defenses costaneres de Gabarus Bay. El temps va millorar el 8 de juny i Amherst va enviar una flota de petits bots, organitzada en tres divisions comandades pels seus ajudants. En un principi les defenses franceses van ser molt efectives i, després de nombroses baixes, Wolfe va ordenar la retirada. Però en l'últim minut un grup d'infanteria lleugera de la divisió de Wolfe va trobar una zona rocosa no defensada pels francesos. Wolfe va dirigir allà a la seva divisió i va desembarcar. En ser atacats pels flancs, els francesos es van retirar ràpidament cap a la fortalesa.
El setge va ser retardat a causa de la dificultat de transportar l'equipament per terrenys sorrencs i, a més, el mar seguia amb grans onades. Mentrestant, el 12 de juny, Wolfe va anar amb 1.200 homes per envoltar el port i van prendre el far, que dominava l'entrada del port. Després d'11 dies de setge, el 19 de juny l'artilleria britànica estava en posició d'atacar i va començar a bombardejar els francesos. Els anglesos havien portat amb ells setanta canons i morters. En poques hores havien destruït les muralles i danyat diversos edificis.
El 21 de juliol una sèrie de trets de l'artilleria anglesa van topar amb un vaixell de línia francès, l'Entreprenant, i li va calar foc. Gràcies a la brisa el foc es va estendre per altres dos vaixells. L'Entreprenant explotar aquella mateixa tarda. Desapareixent, així, el major navili francès a Louisbourg.
El 23 de juliol els francesos van patir un altre gran cop en la seva moral. Els bombardejos britànics van calar foc a la caserna del general de la fortalesa, el baluard del rei, que era el major edifici d'Amèrica del Nord el 1758. La moral es va desplomar i els francesos van abandonar qualsevol esperança d'escapar del setge britànic.
El 25 de juliol, utilitzant una densa boira per amagar-se, l'almirall Edward Boscawen va enviar una patrulla per destruir els vaixells francesos del port, eliminant els dos últims vaixells de línia dels francesos i obrint el camí a la flota anglesa per prendre el port.

## Rendició
El 26 de juliol els francesos es van rendir. En haver lluitat valentament i haver defensat amb força, els francesos esperaven ser tractats amb honors de guerra, com ells havien tractat als britànics en altres ocasions. No obstant això, Amherst s'hi va negar, invocant les atrocitats comeses pels aliats nadius, aliant-se amb els indis després de les victòries franceses en els Forts Oswego i William Henry. Se'ls va obligar a lliurar totes les seves armes, el seu equipament i les seves banderes. Tal decisió va causar un gran enuig en Drucour però, sabent que la seguretat dels civils de Fort Louisbourg a l'Illa del Cap Bretó depenia del fet que prengués una bona decisió, va acceptar els termes de la rendició.
La combinació de no haver obtingut honors de guerra i haver de lliurar les seves insígnies, va provocar que molts homes d'una banda preferissin negar-se a acceptar els termes del tractat i trencar els seus mosquets i, de l'altra, cremar les seves banderes abans de lliurar-se als britànics.
L'any següent Louisbourg va ser la base del llançament de l'expedició de Wolfe a Quebec, que es va acabar amb la presa de la ciutat. Després d'això, els anglesos van destruir la fortalesa de Louisbourg amb explosius per evitar que pogués ser utilitzada de nou pels francesos després d'un possible tractat de pau.

## Conseqüències
La pèrdua de Louisbourg i Frontenac va obligar els francesos a adoptar una postura defensiva centrada al voltant de Quebec i Mont-real, i l'abandonament de molts dels seus aliats nadius.